# Brachymyrmex pictus
Brachymyrmex pictus es una especie de hormiga perteneciente al género Brachymyrmex, categorizada en la tribu Myrmelachistini, de la subfamilia Formicinae.

## Distribución
La especie es nativa de la región del Neotrópico. Se distribuye por América, en Bolivia, Brasil, Colombia, Costa Rica, Ecuador, Guayana Francesa, Guatemala, Guyana, Jamaica, Panamá, Perú y Venezuela. Se ha encontrado a altitudes de 10-1450 m s. n. m.

## Taxonomía
Fue descrita por Mayr en 1887.